# UTC+12
| Ora standard (tot anul) Ora standard (iarna din emisfera nordică) Ora standard (iarna din emisfera sudică) | Regiune maritimă în acest fus orar Ora de vară (vara din emisfera nordică) Ora de vară (vara din emisfera sudică) |

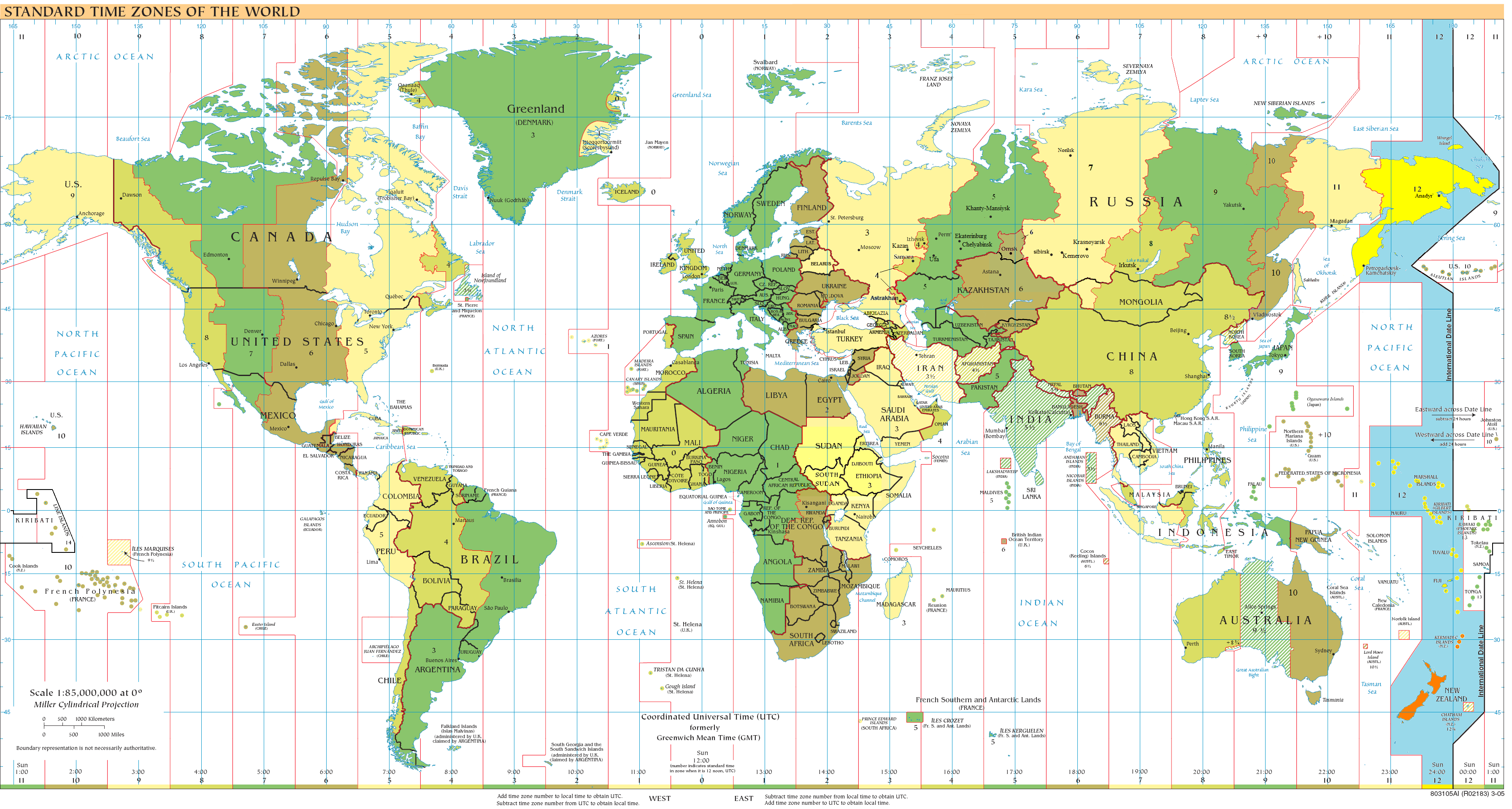
Utilizarea fusului orar UTC+12:

UTC+12 este un fus orar aflat cu 12 ore înainte UTC. UTC+12 este folosit în următoarele țări și teritorii:

## Ora standard (tot anul)
Ora de Kaliningrad: UTC+3 (MSK−1)
     Ora de Moscova: UTC+4 (MSK)
     Ora de Samara: UTC+5 (MSK+1; nefolosit)
     Ora de Ekaterinburg UTC+6 (MSK+2)
     Ora de Omsk: UTC+7 (MSK+3)
     Ora de Krasnoiarsk: UTC+8 (MSK+4)
     Ora de Irkutsk: UTC+9 (MSK+5)
     Ora de Iakutsk: UTC+10 (MSK+6)
     Ora de Vladivostok: UTC+11 (MSK+7)
     Ora de Magadan: UTC+12 (MSK+8)
- Franța
  -  Wallis și Futuna
- Kiribati (insulele Gilbert și insula Banaba)
- Insulele Marshall
- Nauru
- Statele Unite ale Americii
  -  Insula Wake
- Rusia (MAGT - Magadanskoye vremya / Магада́нское вре́мя)
  -  Iacuția (partea estică)
  -  Regiunea Autonomă Ciukotka
  -  Regiunea Magadan
  -  Regiunea Sahalin (doar insulele Kurile)
  -  Ținutul Kamceatka
- Tuvalu

## Ora standard (iarna din emisfera sudică)
- Fiji
- Noua Zeelandă (NZST - New Zealand Standard Time / fără insulele Chatham)

În vara Fiji și Noua Zeelandă folosesc fusul orar UTC+13.

## Ora de vară (vara din emisfera sudică)
Australia (NFST - Norfolk Island Daylight Time)
- Insula Norfolk